# Queen's Club Championships 1991
I Queen's Club Championships 1991 (conosciuti pure come Stella Artois Championships per motivi di sponsorizzazione) sono stati un torneo di tennis giocato sull'erba. È stata la 98ª edizione dei Queen's Club Championships e faceva parte della categoria ATP World Series nell'ambito dell'ATP Tour 1991. Si è giocato al Queen's Club di Londra in Inghilterra, dal 10 al 17 giugno 1991.

## Campioni

### Singolare
Stefan Edberg ha battuto in finale  David Wheaton con il punteggio di 6–2, 6–3

### Doppio
Todd Woodbridge /  Mark Woodforde hanno battuto in finale  Grant Connell /  Glenn Michibata con il punteggio di 7–6, 6–4